# Nemoria strigataria
Nemoria strigataria är en fjärilsart som beskrevs av Grossbeck 1910. Nemoria strigataria ingår i släktet Nemoria och familjen mätare. Inga underarter finns listade i Catalogue of Life.